# Eleutherodactylus paulsoni
Espèce
Statut de conservation UICN

 CR A3c : 
En danger critique
Eleutherodactylus paulsoni est une espèce d'amphibiens de la famille des Eleutherodactylidae.

## Répartition
Cette espèce est endémique de Haïti. Elle se rencontre du niveau de la mer jusqu'à 750 m d'altitude dans la péninsule de Tiburon.

## Description
La femelle holotype mesure 25,4 mm.

## Étymologie
Cette espèce est nommée en l'honneur de Dennis Roy Paulson.

## Publication originale
- Schwartz, 1964 : Three new species of frogs (Leptodactylidae, Eleutherodactylus) from Hispaniola. Breviora, no 208, p. 1-15 (texte intégral).